# Bois-Franc
Bois-Franc es un municipio canadiense situado en la provincia de Quebec.

## Superficie
Bois-Franc tiene una superficie de 71,56 km².

## Demografía
En 2021, tenía 411 habitantes, una densidad poblacional de 5,7 hab./km², y 215 viviendas.